# Kompleksony
Kompleksony – grupa aminokwasów, pochodnych kwasu iminodioctowego. Kompleksony tworzą bardzo trwałe związki kompleksowe niemal ze wszystkimi kationami wielowartościowymi, dlatego też są powszechnie używane w miareczkowaniu (→ kompleksonometria) i innych technikach analitycznych.
Najbardziej znane kompleksony to:
- komplekson I czyli kwas nitrylotrioctowy (NTA),
- komplekson II czyli kwas etylenodiaminotetraoctowy (EDTA), nazwa patentowa - kwas wersenowy
- komplekson III czyli sól disodowa EDTA (inaczej wersenian disodowy); ma największe znaczenie ze wszystkich kompleksonów, w porównaniu z kompleksonem II odznacza się on większą rozpuszczalnością w wodzie,
- komplekson IV czyli kwas 1,2-dwuaminocykloheksano-N,N,N’,N’-czterooctowy (CDTA), który tworzy trwalsze kompleksy niż EDTA.

Czynniki wpływające na trwałość kompleksów metali z EDTA:
- komplekson II tworzy w zwykłych warunkach z większością kationów kompleksy w stosunku 1:1, co jest wygodne ze względu na prostą stechiometrię reakcji oraz na brak stopniowego tworzenia kilku kompleksów, co podczas oznaczania utrudnia obserwacje punktu końcowego miareczkowania (PK),
- trwałość kompleksów EDTA zależy od stopnia utlenienia kationu, im większy stopień utlenienia, tym trwalszy kompleks,
- trwałość kompleksów EDTA zależy także od pH roztworu, zmniejszanie się pH powoduje zmniejszanie trwałości kompleksu.